# 锰硅灰石
锰硅灰石
是一種鏈狀矽酸鹽，是矽灰石礦物族的一員。分子式是 CaMn(SiO3)2，其中錳離子常被鎂、鋅和鐵。锰硅灰石是 CaMnSi2O6 的高溫晶型，钙锰辉石（johannsenite） 是低溫晶型。 反轉發生在 830 °C (1,530 °F) 。
锰硅灰石呈浅玫瑰红色至褐红色， 透明至半透明。具玻璃光泽。摩氏硬度為5.5-6.5， 相对密度3.32-3.421 。
礦物以墨西哥礦物學家和植物學家 Miguel Bustamante y Septiem  的名字命名。

### 晶胞參數
锰硅灰石是一種三斜晶系礦物，晶胞参数 a0= 1.5412nm， b0 = 0.7157nm，c0 = 1.3824nm， Z= 12 ，α=89°29′，β=94°51′，γ=102°56′.
锰硅灰石晶体结构与硅灰石相似，具有双四面体[Si2O7]和单四面体[SiO4]所联成的单链与Ca、Mn八面体相连接。c0值几乎比硅灰石增大一倍。和硅灰石相似。

### 標準產地
原先標準產地在墨西哥普埃布拉州的 Tetela de Jonotla，後來發現該標本是钙锰辉石(johannsenite)和薔薇輝石的混合物， 因此現在的標準產地是美國新澤西州蘇塞克斯縣富蘭克林的富蘭克林礦。
锰硅灰石 和钙锰辉石johansennite 都在富蘭克林被發現。  锰硅灰石在那里相當常見，與薔薇輝石, 锰橄榄石、方解石 , 钙锰橄榄石(Glaucochroite) 伴生。 其他礦物例如維蘇威石、矽灰石、石榴石、透輝石、矽鋅礦、钙锰辉石(johannsenite)、针矽酸钙铅矿(margarosanite) 和斜長石等,屬少見伴生礦物。

### 成因产状
锰硅灰石通常形成于接触交代变质的条件下。 在標準產地富蘭克林，最古老的岩石是前寒武紀片麻岩，由火山岩和沉積岩變質而成。 這些沉積岩包括富蘭克林的大理石含有鋅、錳和鐵。 這些沉積物在前寒武紀晚期發生變質作用，然後從前寒武紀晚期隆升到寒武紀，在侵蝕面沉積石英岩。 在寒武紀-奧陶紀，石英岩又被石灰岩覆蓋。然後又被抬升和侵蝕直到現在。